# William Bart Saxbe
William Bart Saxbe, né le 24 juin 1916 à Mechanicsburg (Ohio) et mort le 24 août 2010 au même endroit, est un homme politique américain. Membre du Parti républicain, il est sénateur de l'Ohio entre 1969 et 1974, procureur général des États-Unis entre 1974 et 1975 dans l'administration du président Richard Nixon et dans celle de son successeur Gerald Ford, puis ambassadeur des États-Unis en Inde entre 1975 et 1976.

## Biographie
Né à Mechanicsburg dans l'Ohio, il sort diplômé de l'université de l'État de l'Ohio (Columbus) en 1940, et est membre de la fraternité Chi Phi. Il participe à la Seconde Guerre mondiale et à la guerre de Corée (de 1951 à 1952). En 1948, il reçoit un diplôme de droit de l'université de l'État de l'Ohio et commence une carrière de juriste à Columbus. Il est représentant à l'assemblée de l'Ohio de 1947 à 1954. Puis il est élu au poste de procureur général de l'Ohio contre son rival démocrate Stephen M. Young. Il reste à ce poste de 1963 à 1968. Il est membre de l'Ohio Crime Commission de 1967 à 1968. En 1968, il est élu au Sénat des États-Unis contre le démocrate John J. Gilligan. En décembre 1973, il est nommé procureur général des États-Unis par le président Richard Nixon, en remplacement d'Elliot Richardson, qui a été renvoyé après le Saturday Night Massacre au moment du scandale du Watergate. Il se maintient à cette charge pendant les premiers mois de l'administration Ford avant de devenir ambassadeur des États-Unis en Inde du début de l'année 1975 à 1977. Il meurt le 24 août 2010 à l'âge de 94 ans.